# Niwa (Sławków)
Niwa – osada (obecnie ulica) na terenie Sławkowa, w latach 1870–1954 miała status gromady w gminie zbiorowej Sławków, w latach 1954–1961 stanowiła siedzibę wydzielonej z gminy Sławków gromady Niwa złożonej z Niwy, Dębowej Góry, Burek i Garbierzy. W okresie II wojny światowej funkcjonowała nieoficjalnie niemiecka nazwa Flurweiler
W latach 1945–1976 działała tu szkoła podstawowa II stopnia (7 klas), której obwód szkolny obejmował Niwę, Ciołkowiznę, Korzeniec, Dębową Górę, Burki, Groniec i Kozibródek. W okresie 1945–1976 uczyło się w niej rocznie od 100 do 150 uczniów. Od 1 września 1976 do 1983 w szkole w Niwie uczyły się tylko klasy I–IV, a starszych uczniów dowożono na koszt urzędu miasta do Miejskiej Szkoły Zbiorczej w Sławkowie. W 1983 zapadła decyzja o przebudowie budynku szkoły w Niwie na Szkolne Schronisko Młodzieżowe. Na przełomie 1984 i 1985 przebudowie oddano do użytku budynek schroniska na 60 miejsc noclegowych wraz z infrastrukturą.
W Niwie ma swoją siedzibę Wspólnota Leśna Sławków. Wskutek budowy magistrali kolejowej do Huty Katowice degradacji uległo środowisko naturalne i zaburzona została gospodarka wodna.
Istnieje tu użytek ekologiczny Niwa-Gozica. 
Ulica przynależy do parafii Podwyższenia Krzyża Świętego w Sławkowie, która od 1983 posiada tutaj swój kościół filialny.
Komunikacja autobusowa obsługiwana jest przez linie 49 i 949 KZK GOP.
| Numer linii | Trasa podstawowa |
| ----------- | --- |
| 49          | Osiedle Mydlice Pętla - Dąbrowa Górnicza - Reden - Strzemieszyce - Grabocin - Strzemieszyce - Groniec - Niwa - Sławków ZWM |
| 949         | Burki Pętla - Burki - Niwa Schronisko - Dębowa Góra - Sławków Dworzec PKP - Sławków Szkoła - Sławków Rynek - Sławków ZWM   |

## Galeria

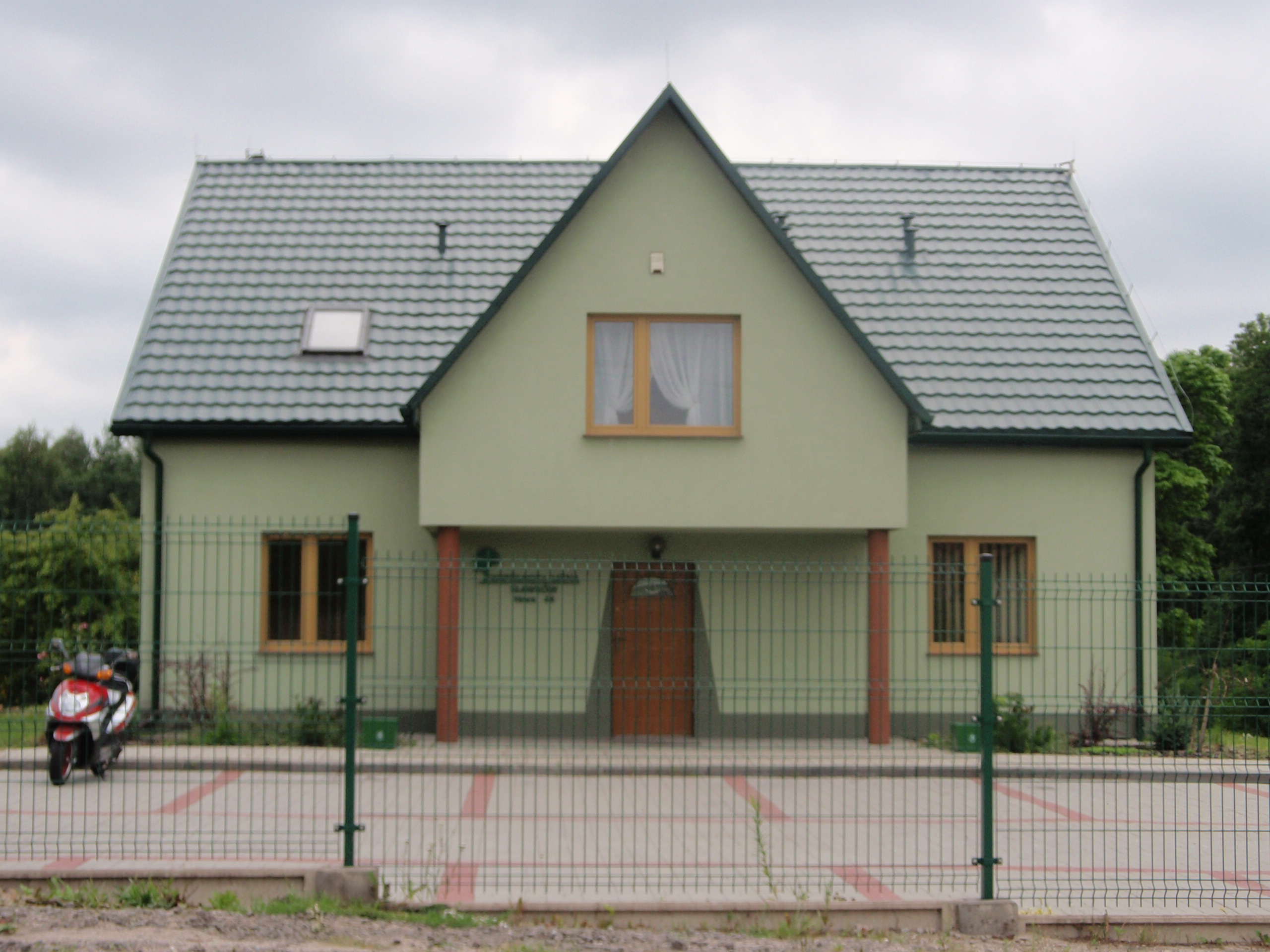
Siedziba Zarządu Wspólnoty Leśnej Sławków
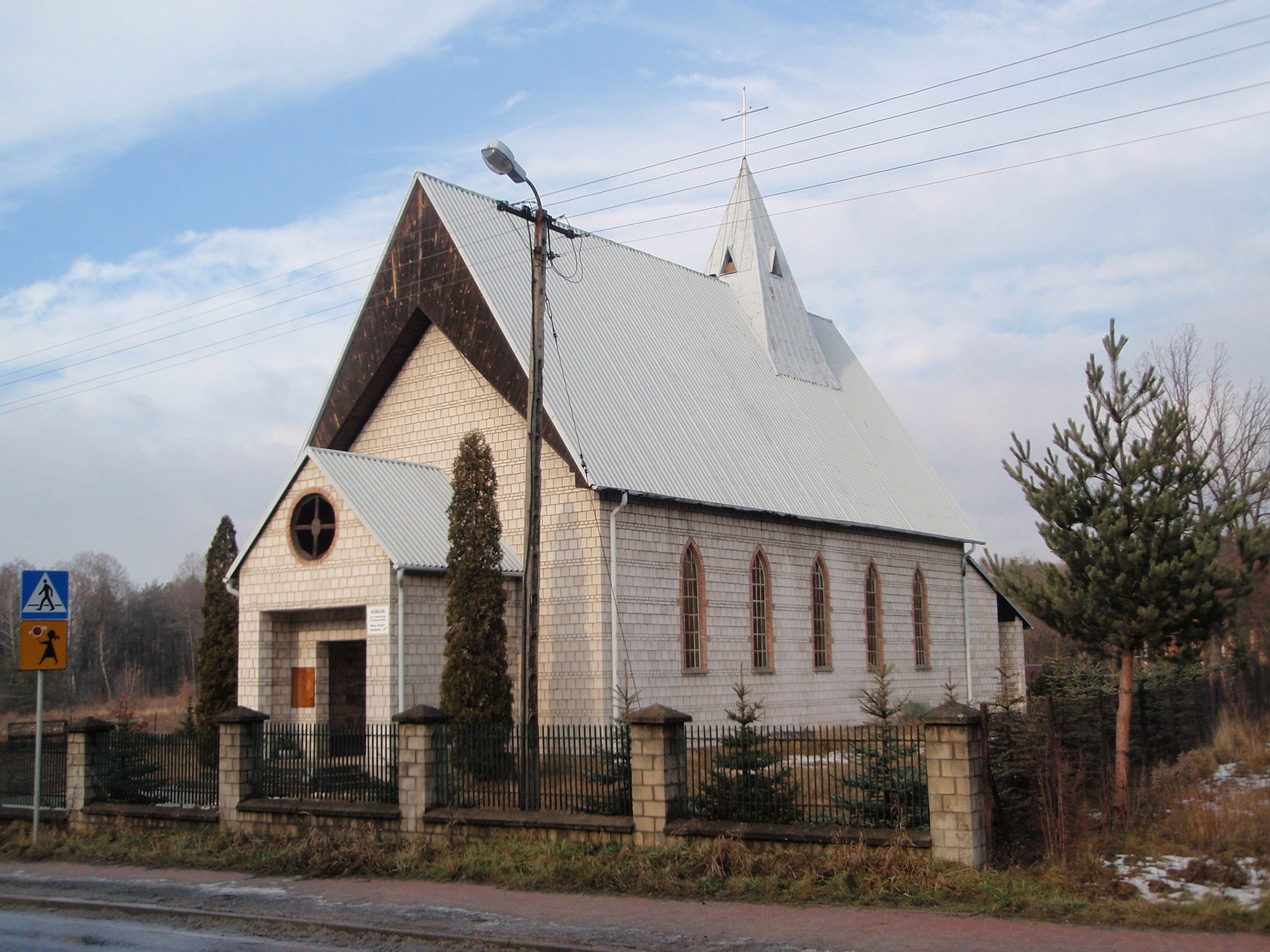
Kościół filialny w Niwie, poświęcony 9 października 1983
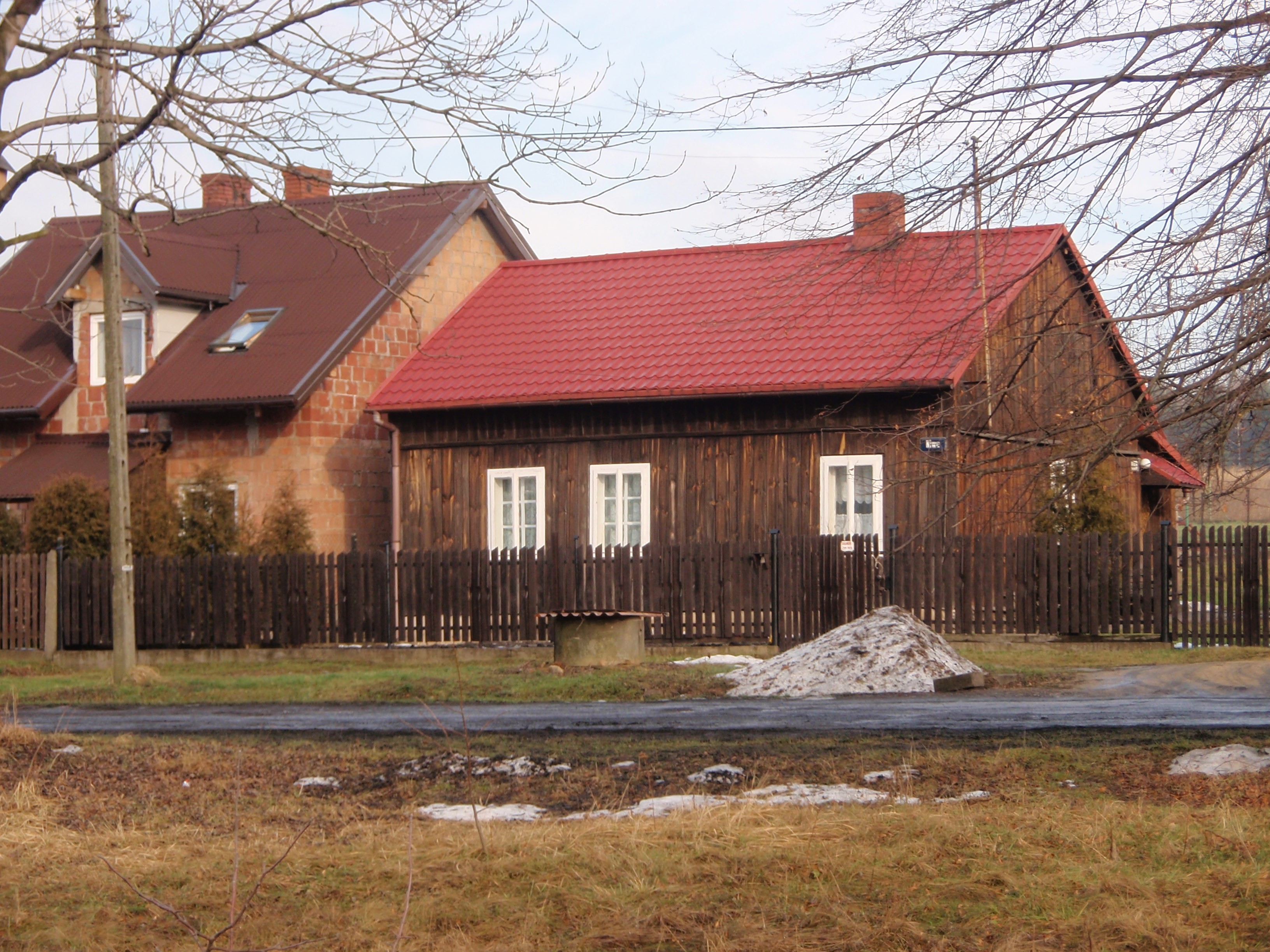
Zabudowania w Niwie
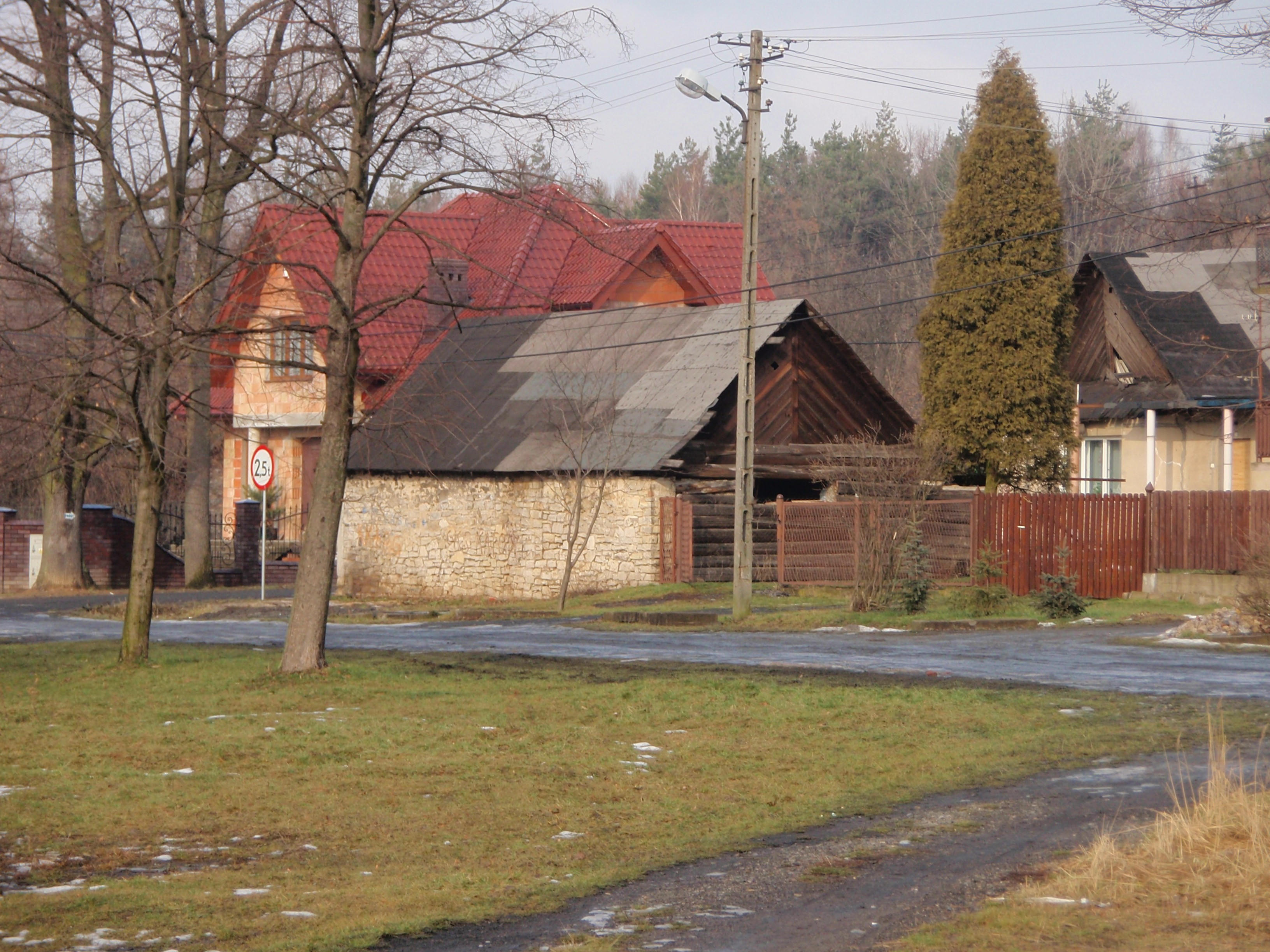
Zabudowania w Niwie

## Literatura
1. F. Kiryk (red.), Dzieje Sławkowa, Kraków 2001.
2. G. Makiełło-Jarża, Rodzinne środowisko wychowawcze a tradycje kulturowe społeczności lokalnej, Kraków 1989.
3. Niwa, [w:] Słownik geograficzny Królestwa Polskiego, t. VII: Netrebka – Perepiat, Warszawa 1886, s. 161.